# Långtaggig sjöborre
Långtaggig sjöborre (Echinus acutus) är en sjöborreart som beskrevs av de Lamarck 1816. Långtaggig sjöborre ingår i släktet Echinus och familjen taggsjöborrar. Arten är reproducerande i Sverige.

## Underarter
Arten delas in i följande underarter:
- E. a. norvegicus
- E. a. acutus